# Plocama szowitzii
Plocama szowitzii är en måreväxtart som först beskrevs av Dc., och fick sitt nu gällande namn av Maria Backlund och Mats Thulin. Plocama szowitzii ingår i släktet Plocama och familjen måreväxter. Inga underarter finns listade i Catalogue of Life.